# Sant Jordi i el drac (Uccello)
Sant Jordi i el drac és una pintura de Paolo Uccello, d'oli sobre tela, datada al voltant de 1456.
Està exposada a la National Gallery de Londres, Regne Unit. Anteriorment, s'ubicava des del 1898 al palau Lanckoroński a Viena, pertanyent al comte Lanckoroński, i va ser venuda pel seu fill i hereu Anton el 1959 mitjançant el Sr. Farago. Encara que se sap que l'ús de la tela com a suport es va popularitzar a Venècia a finals del segle xv, aquesta pintura florentina és un dels exemples més antics d'aquesta tècnica, després de La crucifixió de Donato de Bardi.
En la pintura es mostra una escena de la famosa llegenda de sant Jordi i el drac. A la dreta, sant Jordi clava una llança a la bèstia, i a l'esquerra trobem la princesa captiva. El fons es compon de la cova del drac i un paisatge serè amb un remolí de núvols sobre sant Jordi. L'ull dins el remolí de núvols, alineat amb la llança del sant, representa la intervenció divina en l'escena. El sòl presenta unes línies quadrangulars d'acord amb les regles de la perspectiva lineal centrada, que Paolo Uccello va ser un dels primers mestres a utilitzar. Tot i la duresa de la composició, el disseny dels protagonistes no dona una idea de profunditat convincent, simplement presenta una juxtaposició en segon pla, de manera que ni tan sols hi ha ombres a terra. Les tendències gòtiques en l'art de Paolo Uccello són molt evidents en aquesta pintura, sobretot en la figura de la princesa, tan esvelta, composta i aristocràtica, sembla presa de la cultura gòtica tardana, així que l'obra es considera d'un estil de transició entre el gòtic i el Renaixement. No hi manquen alguns elements paradoxals com la corretja amb què la princesa subjecta el drac o l'esveltíssima i fràgil llança amb què l'heroi ataca el drac. La representació melodramàtica de la damisel·la en dificultats, o la donzella perseguida és un tema clàssic en la literatura mundial, l'art i el cinema. Ella sol ser una dona jove i bella enfrontada a una situació extrema per un malvat o un monstre i que requereix un heroi per rescatar-la, i tot i que sol ser humana, la podem trobar també en forma de figura fictícia o mitològica, com un àngel o una deïtat.

Existeixen altres versions del mateix tema pintades per l'artista italià. 

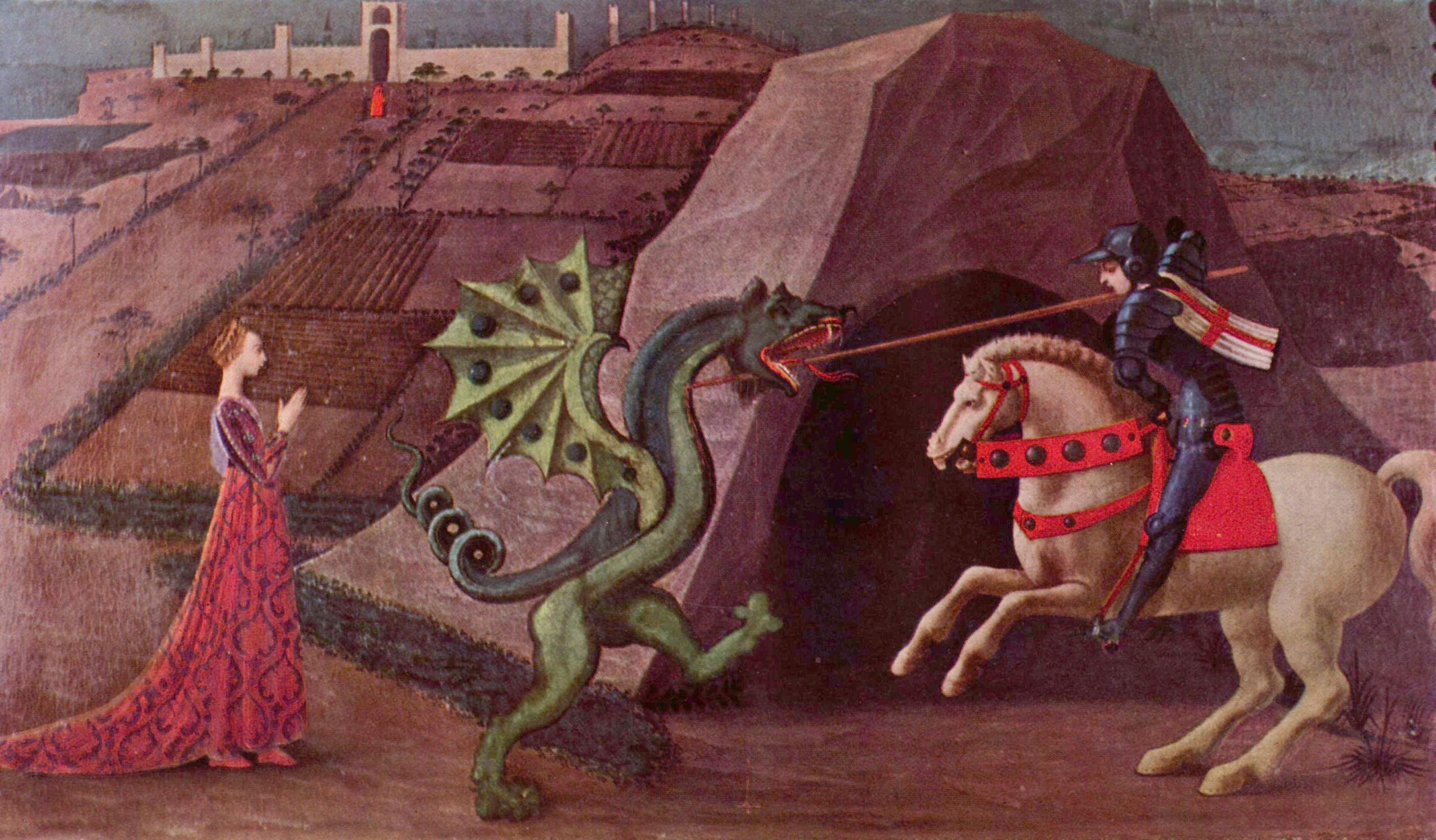
Sant Jordi i el drac del Museu Jacquemart-André

Una se'n es troba al Museu Jacquemart-André de París. Es tracta d'una taula en què apareixen sant Jordi i el drac, de mida similar (52 × 90 cm), i presenta algunes diferències, com un toc d'ombra a terra, figures més esquemàtiques i menys dramatisme. Una tercera taula, potser anterior a les altres dues, es troba a la Galeria Nacional de Victòria a Melbourne.
Podem trobar algunes referències artístiques clarament inspirades en aquest quadre, com per exemple:
- En el poema de U. A. Fanthorpe Not My Best Side.[3]
- En la il·lustració de John Tenniel del poema Jabberwocky a l'obra A través de l'espill, de Lewis Carroll.[4]
- En la figura del bestiari festiu drac de l'Agrupació del Bestiari Festiu i Popular de Catalunya.